# Brigitta Malche

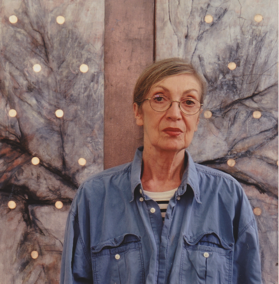
Brigitta Malche in ihrem Atelier in Zürich (2001)

Brigitta Schumacher-Malche (geborene Brigitta Maria Cäcilia Mairinger; * 12. März 1938 in Linz und heimatberechtigt in Vilters-Wangs und Zürich) ist eine schweizerisch-österreichische Künstlerin. Neben Malerei auf Leinwand gehören zu ihrem vielfältigen Werk Licht-Ton-Installationen und Kunst am Bau.

## Leben und beruflicher Werdegang
Brigitta Malche studierte von 1956 bis 1963 in der Meisterklasse von Sergius Pauser an der Akademie der bildenden Künste in Wien. Ergänzend besuchte sie 1957 die Internationale Sommerakademie für Bildende Kunst Salzburg als Schülerin von Oskar Kokoschka. Im Laufe ihres Studiums erhielt sie insgesamt fünf Auszeichnungen (Meisterschulpreis für Malerei, 1957; Goldene Fügermedaille für Malerei, 1960; Klassenpreis für Kunsterziehung, 1960 und 1963; Silberne Fügermedaille für Malerei, 1962). Mit ihrem Studienabschluss erlangte sie 1963 das Diplom für Malerei und den Abschluss für das Lehramt für bildnerische Erziehung für höhere Schulen. Bis 1970 wirkte sie als Lehrerin am Musisch-pädagogischen Gymnasium in Linz und Wien. Seither konnte sie sich vollständig ihrer Kunst widmen.
Brigitta Malche lebt mit ihrem Ehemann Yves Schumacher in Zürich.

## Werksparten

### Malerei (Phasen)

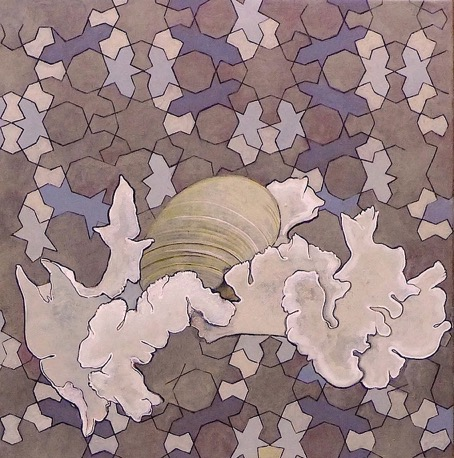
Rose Bubble

- Konstruktivismus: Die nach 1977 entstandenen Bilder (Japan-Serie), die zunächst wie Ausschnitte von Architekturen, von klar gegliederten Fassadenteilen wirken, bezeugen, wie relativ hermetische, konstruktivistische Prinzipien, eine "schwierige Rektangularität" in System umgewandelt werden können.[3] Die Historikerin Hertha Schober sprach von einem "beseeelten Konstruktivismus": "Geschlossene Flächen, geöffnete Balkenreihen, blauer Himmel – verschlossen, ausgesperrt sein, sich öffnen, Bereitschaft zur Kommunikation […]."[4]
- Meditation: Paradigmenwechsel in China: keine Chinoiserien, keine Arbeiten über China, sondern Arbeiten aus China. Malche lässt sich unter anderem von der traditionellen Fensterornamentik mit eingespanntem Reispapier inspirieren und entgrenzt in ihren Bildern die Rektangularität durch fliessendes, verhaltenes Licht. In einem Bilderzyklus beseelt sie die Hexagramme des chinesischen Orakels Yijing mit zarten Weisstönen, wonach Wechsel und Wandel von Erscheinungen der polaren Kräfte zum Ausdruck kommen. Darin zeigt sich die Anlage für ihre späteren Lichtinstallationen und Meditationsbilder.
- Naturerkundung: Die Bildserie aus dem Jahr 2001 handelt von Pflanzen und vom eingefalteten Licht, das sie zum Wachsen bringt. Als Werkstoff diente ihr Graphit und Blattsilber. Die Reflexionsqualitäten dieser Materialien stehen für das Licht, das die Materie gefangen hält. Malche fokussiert zunehmend auf die Natur und ihre Strukturen. Sie verdichtete in collageartiger Manier Motive aus verschiedensten Bereichen der Zoologie und Botanik. So werden beispielsweise die Gehäuse von Schnecken oder Meeresmuscheln mit dem molekularen Raster ihres Bauplanes verflochten oder sie entfaltet zum Beispiel Schicht für Schicht den Bauplan eines Kristalls. Die Künstlerin verbindet Muster aus dem Mikro- und Makrokosmos, der Abstraktion und der Figuration, der Gestik und der geometrischen Ornamentik.[5]

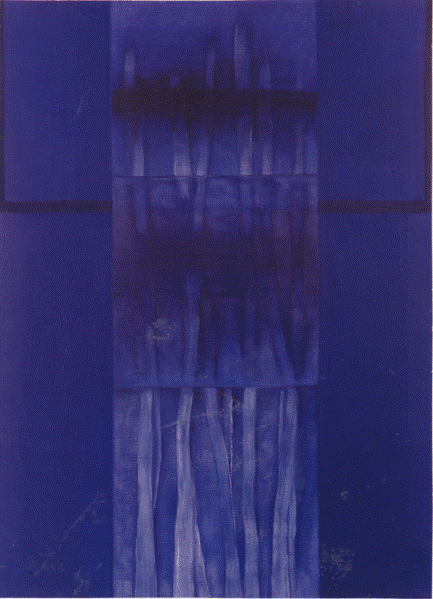
Blaue Orte
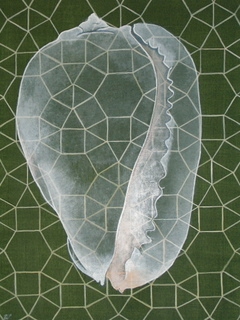
Kaurischnecke

### Kunst am Bau (Beispiele)

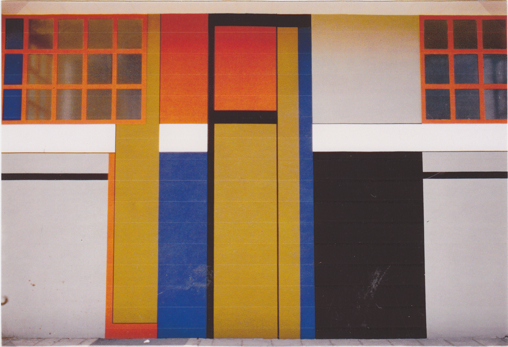
Überbauung Am Schöpfwerk, Nordfassade

- 1978: Überbauung „Am Schöpfwerk“, Wien. Für diese 1552 Wohnungen umfassende Grossanlage des Architekten Viktor Hufnagl schuf Brigitta Malche mit ihrer Fassadenmalerei ein farbliches Leitsystem, das den Bewohnern eine Orientierungshilfe bietet.[6] «Die Arbeit an der Gestaltung von mehr als 1000 zu gliedernden Quadratmetern ging unmittelbar voraus, was sie in Architekturbildern ihrer 1977/79 entstandenen ‹Japan-Reihe› entwickelt hat»,[7] schrieb dazu der Wiener Kunstkritiker Kristian Sotriffer.
- 1980/81: Arbeitstresor der Schweizerischen Nationalbank (SNB) in Bern, (Architektengemeinschaft Atelier 5, Bern): ca. 1'000 m² Wandmalerei.
- 1983: Kirchgemeindezentrum „St. Clara“, Basel: Fussboden und Bühne, Wandmalerei
- 1984: Schweizerischer Bankverein (heute UBS), Filiale Schaffhauserplatz, Zürich: künstlerische Ausgestaltung der Schalterhalle
- 1987: Höhere technische Bundeslehranstalt Leonding (HTBL): Wandrelief
- 2007: Spitalskirche in der Landes-Nervenklinik Wagner Jauregg, Linz: künstlerische Ausgestaltung der Spitalskirche[8]

### Installationen (Beispiel)

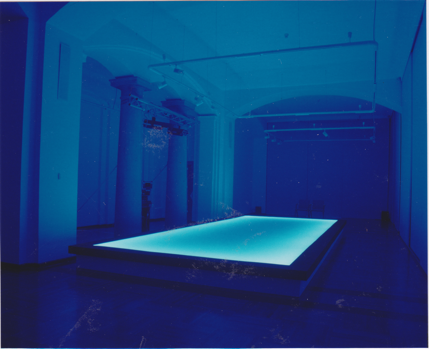
Licht-Ton-Installation Polarität

Im Jahr 1996 konzipierte und kuratierte Brigitta Malche unter dem Titel „Fragile – Handle with Care“ eine Ausstellung in der Gemäldesammlung der Akademie der bildenden Künste Wien. Sie lud 14 Kolleginnen und Kollegen ein, sich mit einem Altmeisterbild aus der Sammlung auseinanderzusetzen. In ihrem eigenen Ausstellungsbeitrag setzte sie die barocke Opulenz in Nicola Malinconicos Produktstillleben in immaterielle Sinnlichkeit um, indem sie das Motiv der Wassermelone in eine kosmisch explodierende Farb-Licht-Installation verwandelte.

## Stil und Technik
Im Laufe ihres Studiums wurde Brigitta Malche mitunter in die niederländische Altmeistertechnik eingeführt. Nachdem sie für ihre ersten Ausstellungen konstruktive Bilder mit Acryl auf Leinwand schuf, besann sie sich später auf traditionelle Maltechniken mit Gouache und Ölfarben. Heute malt sie vorwiegend mit selbstgefertigter Eitempera und erzielt damit vielschichtige, lasierende Bilder.
Von 1971 bis 1980 stellte die Künstlerin in Genf, Zürich und Wien aus. Dass sie der Zürcher Tradition der konkreten Kunst entgegenkam, zeigte sich schon in ihrer ersten Ausstellung in der „Galerie Palette“ in Zürich. Ihre Arbeiten in den Primärfarben Rot, Blau und Gelb waren von Piet Mondrians Kunstauffassung der „reinen Beziehung von reinen Linien und Farben“ beeinflusst. Dennoch verstand sich die Künstlerin nie als konkrete Malerin, zumal sie ihre vertikal-horizontalen Bildkonstruktionen mit Rundungen und Schatten emotionalisierte. Die Kunstkritikerin und Museumsdirektorin Erika Billeter meinte: «Wollte man Brigitta Malche in die moderne Kunst einreihen, so muss man zurück zu Léger und Mondrian. Hier liegen ihre Wurzeln. Die konstruktive Grundlage ist angefüllt mit Abbreviaturen von Architekturteilen verschiedener Kulturen. Man erkennt Säulenfragmente, Voluten, Architrave. Die Kompositionen aber bilden Architekturfragmente nicht ab, sondern greifen sie reflektierend auf.»
Richard Paul Lohse, einer der Hauptvertreter der konkreten und konstruktiven Kunst, meinte 1978 im Vorwort von Malches Katalog zur Ausstellung in der Galerie Schlégl Zürich: «Eine konsequente Haltung charakterisiert die gegenwärtige Periode rektangulärer Balkengitterungen. Formulierungen in der Tradition des Architektur- und Maschinenvokabulars des Kubismus kennzeichneten noch die Bilder der jüngsten Vergangenheit. […] Umso beachtenswerter ist ihr gegenwärtiges Vorhaben, den erprobten Weg der Formenvielfalt aufzugeben und den schwierigen der Rektangularität zu gehen, auf dem die Phantasie vieles offeriert und die Realisation alles reduziert.»
Ein zweijähriger Aufenthalt in Beijing (1980–1982), wo sie als Dozentin an der Pekinger Kunstakademie wirkte und Kontakte zur chinesischen Künstlergruppe Xingxing pflegte, schlug sich in ihrer Kunst nieder. Der von ihr gepflegte Konstruktivismus wich einer meditativen Malerei, die sich unter anderem durch ein sensibles Chiaroscuro auszeichnet. Da dem Licht in der Malerei physikalische Grenzen gesetzt sind, erweiterte Malche ihr Schaffen mit Licht-Ton-Installationen. Aufsehen erregte unter anderem ihre Installation „Vier Elemente“ im Kunsthaus Zürich, die im Spätsommer 1991 in der Wiener Sezession präsentiert wurde und dort einen Besucherrekord von über 17'000 Personen erzielte. Die Installation wurde ebenfalls im Xántus János Múzeum in der ungarischen Stadt Győr der Öffentlichkeit vorgeführt.
Seit mehreren Jahren erforscht die Künstlerin die Zusammenhänge zwischen der äusseren Erscheinung von Naturalien und ihren im Inneren verborgenen Kräften. So abstrahiert sie in ihren Bildern Kristalle, Meeresschnecken, Schildkrötenpanzer oder Schmetterlingspuppen und verbindet sie mit ihrem jeweiligen Innenleben. Indem sie die Vernetzung von Oberfläche und Tiefe malerisch erkundet, verbindet sie die Ästhetik des Sichtbaren mit den biologischen Realitäten des Unsichtbaren und schafft damit eine Synthese von konkreten Gegenstandsbezügen und geometrischen Bauplänen der Natur.

## Ausstellungen (Auswahl)

### Museumsausstellungen
- 1971: Oberösterreichischer Kunstverein, Schlossmuseum Linz: Mitgliederausstellung
- 1972: Oberösterreichischer Kunstverein, Schlossmuseum Linz: Vier Frauen
- 1972: Palais de l’Athénée, Genf: Collection Duo d’art
- 1975: Secession Wien: Gruppenausstellung
- 1975: Neue Galerie der Stadt Linz – Wolfgang Gurlitt Museum: Avantgarde aus Oberösterreich
- 1976: Museum für Gestaltung Zürich: Kunstszene Zürich (juriert)
- 1978: Helmhaus Zürich: Sammlung Banca del Gottardo
- 1979: Secession Wien: Konzepte 79
- 1979: Secession Wien: Mitglieder der Secession
- 1980: Art 11'80 Basel (Galerie Istvan Schlégl, Zürich)
- 1984: Secession Wien: Identitätsbilder / 20 Jahre INTAKT
- 1984: Helmhaus Zürich: Kunstszene Zürich (juriert)
- 1985: Kunstmuseum Olten: 5. Biennale Swiss Art
- 1985: Kunsthaus Zürich: Kunstszene Zürich (juriert)
- 1988: Kunsthaus Zürich: Mitgliederausstellung der GSBK
- 1990: Museum Hanau, Schloss Philippsruhe: Drei Wege aus einer Meisterschule. Prof. Sergius Pauser
- 1990: Kunstmuseum Thurgau, Kloster Ittingen: Unikat und Edition
- 1990: Helmhaus Zürich: Unikat und Edition
- 1990: Helmhaus Zürich: Ankäufe der Stadt Zürich
- 1991: Oberösterreichisches Landesmuseum: 125 Jahre Oberösterreichischer Kunstverein
- 1991: Xántus János Múzeum, Győr: 4 Elemente (Licht-Ton-Installation)
- 1991: Kunsthaus Zürich: Drei Räume, drei Künstlerinnen (Ausstellung der GSBK)
- 1993: Xántus János Múzeum, Győr: 2. Internationale Biennale für Grafik
- 1993: Xántus János Múzeum, Győr: Colour and Light (Lichtinstallation)
- 1996: Akademie der bildenden Künste, Wien: Fragile. Handle with Care (Licht-Ton-Installation)
- 1998: Kunsthaus Zürich: Schwarz (Ausstellung der GSBK)
- 2000: Oberösterreichisches Landesmuseum, Linz: Schöpfungszeiten
- 2001: Oberösterreichisches Landesmuseum, Linz: Beziehungsfelder
- 2003: Kunsthalle Krems: Künstlerinnen, Positionen von 1945 bis heute
- 2005: Lentos Kunstmuseum, Linz: Paula’s Home
- 2009: Kubinmuseum Schloss Zwickledt/Wernstein: Der nackte Kubin (Ausstellung des Oberösterreichischen Kunstvereins anlässlich des 50. Todestags von Alfred Kubin)
- 2010: Museum Bärengasse, Zürich: Baustellen
- 2017: Kunsthalle Würth, Schwäbisch Hall: Verborgene Schätze aus Wien, aus der Sammlung der Akademie der bildenden Künste, Wien

### Galerien/Einzelausstellungen
- 1971: Galerie Palette, Zürich: Brigitta Malche
- 1972: Galerie Nebehay, Wien: Brigitta Malche: Bilder aus Griechenland I
- 1972: Galerie Palette, Zürich: Brigitta Malche: Bilder aus Griechenland II
- 1974: Galerie 68, Zofingen: Brigitta Malche
- 1974: Galerie 57, Silvia Steiner, Biel: Brigitta Malche
- 1975: Galerie Palette, Zürich: Brigitta Malche: Neue Bilder
- 1975: Modern Art Galerie Wien, Grita Insam: Brigitta Malche
- 1976: Modern Art Galerie Wien, Grita Insam: Brigitta Malche
- 1978: Galerie Istvan Schlégl, Zürich: Japan series I
- 1979: Oberösterreichischer Kunstverein: Japan series II
- 1980: Inter Art Galerie Basel: Japan series III
- 1980: Galerie Istvan Schlégl, Zürich, an der Art Basel
- 1980: Galerie Istvan Schlégl, Zürich: Book series
- 1983: Galerie Istvan Schlégl, Zürich: I-Ging Serie (Bilder und Zeichnungen aus China)
- 1985: Galerie Palette, Zürich: Stationen
- 1986: Galerie Zimmermannhaus, Brugg: Neue Bilder
- 1986: Galerie INTAKT, Wien: Kunst im öffentlichen Raum
- 1986: Neue Galerie Wien, Wien: Matrix-Serie und Ideogramme
- 1987: Galerie Susann Mäusli, Zürich: Blaue Orte I
- 1988: Oberösterreichischer Kunstverein Linz: Blaue Orte II
- 1989: Galerie für Gegenwartskunst, Bonstetten: Blaue Orte II
- 1991: Secession Wien: Vier Elemente (Licht-Ton-Installation)
- 1994: Galerie im Stifterhaus Linz: Polarität I (Polarity I)
- 1994: Oberösterreichischer Kunstverein: Parallele Welten
- 1995: Galerie Zimmermannhaus, Brugg: Polarität II
- 1997: Galerie Othmar Spiess, Zürich: Lichtakte I. Schwarzes Licht
- 1999: Galerie Atrium ed Arte, Wien: Lichtakte I. Schwarzes Licht
- 2001: Oberösterreichischer Kunstverein, Linz: Lightmarks
- 2001: Galerie Annamarie M. Andersen, Zürich: Lightmarks
- 2003: Galerie Annamarie M. Andersen, Zürich: Der fünfte Tag II
- 2008: Galerie Annamarie M. Andersen, Zürich: Concept on nature I
- 2008: Galerie Atrium ed Arte, Wien: Concepts on nature II
- 2008: Galerie artmark, Wien: Geometric figures
- 2010: Galerie Sihlquai 55, Zürich: Fragmente 1980–2010
- 2014: Galerie Annamarie M. Andersen, Zürich: Heimliche Ordnung – verborgene Strukturen
- 2018: Asmalimescit Sanat Galerisi, Istanbul: Metamorfoz
- 2018: Asmalimescit Sanat Galerisi: Brigitta Malche’nin eserleri Artist2018 an der Istanbul Art Fair

## Fernsehbeiträge
- SF DRS: Schauplatz, Sendung vom 5. Juni 1988.
- SF DRS, B Magazin: Richard Paul Lohse, Sendung vom 15. September 2002.